# Rustenfelde
Rustenfelde település Németországban, azon belül Türingiában. Lakosainak száma 526 fő (2023. december 31.).

## Népesség
A település népességének változása:
| Lakosok száma | 494  | 504  | 518  | 519  | 526  |
|               | 2017 | 2019 | 2021 | 2022 | 2023 |